# Madhukhali
Madhukhali är ett underdistrikt i Bangladesh. Det ligger i den centrala delen av landet, 80 km väster om huvudstaden Dhaka.
Trakten runt Madhukhali består till största delen av jordbruksmark. Runt Madhukhali är det tätbefolkat, med 819 invånare per kvadratkilometer.